# 田村ゆかりの乙女心症候群
田村ゆかりの乙女心♡症候群（たむらゆかりのおとめごころシンドローム）は、2017年7月6日より文化放送にて放送されているラジオ番組（アニラジ）である。

## 概要
田村にとっては2016年3月に終了した「田村ゆかりのいたずら黒うさぎ」以来の1年3か月ぶりの冠ラジオ番組となる。
文化放送のみのローカル番組であるが、開始3か月後の2017年10月（第14回）から2021年3月まではラジオ福島に、2018年10月（第66回）から2019年9月までは静岡放送にもネットされていた。
開始当初は提供クレジットは無かったが、初回から文化放送のみ、田村が所属する「Cana aria（カナリア）」レーベルの新譜等のCMが合間に流れており、文化放送では2019年4月（第92回）から正式にスポンサーとして読み上げられるようになった。
2021年1月（第184回）からはYouTubeの田村ゆかり公式チャンネルでの配信が開始されている（文化放送の本放送の7日後から配信）。

## 放送時間
2023年4月現在
| 放送地域   | 放送局         | 放送時間                            | 放送期間                     | 備考     |
| ---------- | -------------- | ----------------------------------- | ---------------------------- | -------- |
| 関東広域圏 | 文化放送（QR） | 木曜 21:30 - 22:00                  | 2017年7月6日 - 2023年3月23日 | [ 注 3 ] |
| 関東広域圏 | 文化放送（QR） | 日曜（土曜25:30-26:00） 1:30 - 2:00 | 2023年4月2日 -               | [ 注 3 ] |

過去のネット局
| 放送地域 | 放送局            | 放送時間                     | 放送期間                                                     | 備考                       |
| -------- | ----------------- | ---------------------------- | ------------------------------------------------------------ | -------------------------- |
| 福島県   | ラジオ福島（RFC） | 月曜（日曜深夜） 0:00 - 0:30 | 2017年10月8日 - 2018年9月30日 2018年10月29日 - 2021年3月29日 | [ 注 5 ] [ 注 6 ] [ 注 7 ] |
| 静岡県   | 静岡放送（SBS）   | 月曜（日曜深夜） 1:00 - 1:30 | 2018年10月8日 - 2019年9月30日                                | [ 注 5 ] [ 注 6 ]          |

### 特別編成に伴う休止
- 2018年11月1日 - 本来であれば第70回を放送予定であったが、『文化放送スポーツスペシャル プロ野球日本シリーズ第5戦 ソフトバンク対広島 実況中継』（『KBC日本シリーズ実況中継』のネット受け）が延長したため、文化放送のみ番組開始以来初の休止となり、ラジオ福島のみへの裏送りとなった（この週は静岡放送も元々休止だった）が、救済措置としてネット局での放送後にAG-ON Premiumでの無料配信が行われることになった[5]。
- 2021年7月22日 - 『東京2020オリンピック 男子サッカー 日本対南アフリカ 実況中継』のため、当初から休止。この時は既に地方ネット局が無くなっているため裏送り・雨傘番組としての配置もなく、前週の番組内で告知したうえで、翌週へ放送を繰り越した。
- 2022年10月27日 - 本来であれば第277回を放送予定であったが、『文化放送スポーツスペシャル プロ野球日本シリーズ第5戦 オリックス対ヤクルト 実況中継』（『MBSベースボールパーク』のネット受け）が延長したため休止。第277回はYouTubeでの後日配信のみ実施されたが、通常よりも3日前倒しの10月31日より配信開始となった。

## 番組構成
「いたずら黒うさぎ」（以下、前身番組と記載）の構成を概ね受け継いでおり、田村のフリートークならびにメール紹介が番組の大部分を占め、番組後半にリスナーからの投稿コーナーが設けられている。自身がアビスパ福岡のサポーターのため、番組内で同クラブの話がしばしば出る。
前身番組に引き続き、矢野了平が構成作家を務めている。矢野は前身番組にて全国高等学校クイズ選手権（高校生クイズ）の時期に収録を休むことが恒例であったが、本番組では複数回をまとめて収録することによって矢野の不在を極力回避していた。しかし2020年は高校生クイズ自体が秋に延期されたこともあり、11月19日・26日放送分で番組開始以来初めて矢野が本番組の収録を休み、代わって田村の運営スタッフの女性（愛称「あやや」）がスタジオに入った。矢野が体調不良で収録を休んだ2021年12月9日放送分も同様の措置が採られた。

### 投稿コーナー
以下のコーナーが交互に隔週で放送される。
- 田村いつきの才能なし俳句![#3 -][2]
  - 月ごとにお題が設定され、それに沿って投稿された俳句を紹介する。作品に才能が無ければ無いほど褒め称えられるとされる。
- 奥から出てきた[#273 -]
  - どんな場所からでもいいので奥から出てきたものを紹介する。

過去
- リアル脱出ほーい[#2 - #45][2]
  - リスナーから寄せられた脱出体験談を紹介していた。
  - 田村がコーナー名を言った直後に冒頭BGMでバンドグループロボピッチャーの「限りある世界で」という曲が流れていた。
- 得する姫、損する姫[#47 - #271]
  - リスナーから寄せられた生活の中の横着エピソードを紹介し、「得」か「損」かを判定する。

## 番組主題歌

### オープニングテーマ
- 「Hello Again」（#1 - #27/ミニアルバム『Princess♡Limited』より）
- 「恋は天使のチャイムから」（#28 - #91/シングル『恋は天使のチャイムから』より）
- 「聴こえないように♡」（#92 - 145/ミニアルバム『Strawberry candle』より）
- 「Catch me Cats me」（#146 - /アルバム『Candy tuft』より）

### エンディングテーマ
- 「Lost Sequence」（#1 - /ミニアルバム『Princess♡Limited』より）